# Јована Јоксимовић
Јована Јоксимовић (рођена Јанковић, Београд, 25. април 1981) српска је телевизијска водитељка и новинарка. Тренутно је на функцији главне и одговорне уреднице новинске агенције Танјуг Тачно, док такође води јутарњи програм Уранак на телевизији К1.

## Каријера
Водитељску каријеру је започела 2001. године на каналу БК ТВ где је водила ауторске емисије Трејлер и Блокбастер посвећене филму. На Радио-телевизију Србије је прешла 2005. године почевши да води Јутарњи програм РТС-а. У марту 2010. године је заједно са колегом Срђаном Предојевићем напустила РТС и прешла на канал Пинк ТВ као водитељка јутарњег програма Добро јутро: Јована и Срђан, а у јануару 2018. године је, такође са колегом Срђаном Предојевићем, напустила канал Пинк ТВ и прешла на канал Прва српска телевизија као водитељка јутарњег програма Јутро који је започео са приказивањем у марту исте године.
У септембру 2020. револтирана одлуком менаџмента Прве који је предложио одређене корекције, што је популарном водитељском пару било неприхватљиво, те су тражили отпремнину и споразумни раскид уговора, што менаџмент није одобрио. На крају се дошло до компромисног решења, одлучила је да са својим колегом Срђаном Предојевићем даје отказ, те су напустили Прву српску телевизију, након две и по године рада на истој.
Од 7. децембра 2020. води јутарњи програм УранаК1 на кабловском каналу К1 са Мањом Грчић, која је и власник те телевизије заједно са Жељком Јоксимовићем, Јованиним супругом.
Дана 13. марта 2021. постала је главна и одговорна уредница новинске агенције Танјуг. Претходно је фирма Тачно стекла право на коришћење жига и имовинских права Танјуга у наредних 10 година. Тачно је у власништву Минакорд медије Жељка Јоксимовића и Мање Грчић, те РТВ Панчево Радојице Милосављевића .

## Приватни живот
Заједно са Жељком Јоксимовићем водила је педесет трећу Песму Евровизије која се 2008. године одржала у Београду. После Евровизије, њих двоје су отпочели везу. 2011. су на кратко раскинули, а 2012. су се тајно венчали на Сејшелима. Дана 10. априла 2014, родила је своје прво дете, сина Косту, из брака са Јоксимовићем. Јоксимовићи су 3. октобра 2017. године постали родитељи близнакиња Ане и Срне.